# 리베라판
리베라판은 멕시코 서해안의 바하칼리포르니아반도 남쪽에 위치한 판이다. 판의 경계는 북서쪽의 동태평양 해령, 남서쪽의 리베라 변환단층, 북동쪽의 중앙아메리카 해구이다. 서쪽에서 태평양판, 북동쪽에서 북아메리카판, 남동쪽에서 코코스판과 접한다. 500만년에서 1000만년 전에 코코스판에서 분리되었을 것으로 추정된다.

## 활동
리베라 판은 중앙아메리카 해구에서 북아메리카 판 밑으로 섭입하면서 지진을 일으키고 있다. 1932년 6월 3일 할리스코주에서 발생한 지진은 규모 8.2, 여진의 규모도 7.8에 달하였으며 1995년 10월 9일 같은 곳에서 규모 7.6의 지진이 발생하였다. 2003년 1월 24일에는 콜리마주 인근에서 규모 7.8의 지진이 발생했다.

## 같이 보기
- 리베라 삼각점
- 후안데푸카판
- 패럴론판

## 참고
- Neogene-Quaternary Continental Margin Volcanism, Claus Siebe, ed., Geological Society of America, 2006, ISBN 0-8137-2402-3
- Pardo, Mario; Suarez, Gerardo, Steep subduction geometry of the Rivera plate beneath the Jalisco block in western Mexico, Geophysical Research Letters, vol. 20, no. 21, p. 2391-2394
- C. DeMets, I. Carmichael, T. Melbourne, O. Sanchez, J. Stock, G. Suarez, and K. Hudnut, Anticipating the Successor to Mexico's Largest Historical Earthquake, Earth in Space, Vol. 8, No. 5, January 1996, p.6.
- Charles DeMets and Stephen Traylen, Motion of the Rivera plate since 10 Ma relative to the Pacific and North American plates and the mantle, Tectonophysics, Volume 318, Issues 1-4, 10 March 2000, Pages 119-159[깨진 링크(과거 내용 찾기)]